# 庫邁
庫邁（Cumae） (: Cuma, : Κύμη 或 Κύμαι) 為一古希臘屯墾區，位於那不勒斯西北。庫邁是希臘在義大利本土的第一個殖民地。

## 早期歷史

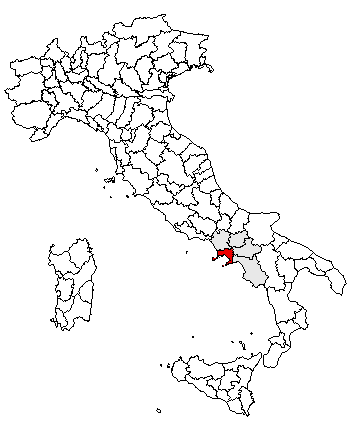
那不勒斯省

據信此屯墾區是由來自於希臘埃维亚岛的庫馬（Cuma/Kymi）的希臘人建立於前8世紀。此殖民地漸漸興盛起來。其影響力向外擴大，甚至後來在前470年建立了那不勒斯。庫邁的希臘人日益壯大來，促使得許多該地的原住部落團結起來對抗他們。但原住部族聯盟卻在前524年被庫邁人打敗了。羅馬成立共和時，王政時期最後一位國王曾流亡於庫邁。

## 奧斯坎及羅馬時期
奧斯坎人（Oscans）在前421年攻破了庫邁的城牆，佔據了城池，蹂躪了其田園；庫邁的希臘時期宣告結束。一些幸存的希臘人逃到了那不勒斯。庫邁在前338年落入羅馬之手。第二次布匿戰爭時，雖曾猶豫，但最後在格拉古（Tiberius Sempronius Gracchus，前215年及前213年的執政官）的領導下，成功地抵抗住漢尼拔的圍攻。

## 註腳
1. ↑  該撒利亞的優西比烏（Eusebius of Caesarea）則以其建於前1050年。
2. ↑  李維, iv.44; 狄奧多羅斯, xii. 76.
3. ↑  李維, xxiii.35-37.

## 外部連結
- YouTube video of Cuma （页面存档备份，存于） from Napoli Underground.
- "Cuma" in Around Naples Encyclopedia.